# 夏琳親王妃 (摩納哥)
摩納哥夏琳親王妃（法語：Charlène, la princesse de Monaco；1978年1月25日—），生于羅德西亞布拉瓦約，前南非奧運會游泳女子選手，現任摩納哥王室之親王妃。她是2000年夏季奧林匹克運動會女子4×100米混合泳接力的南非隊成員之一，在決賽獲第5名。

## 早年生活
1978年1月25日，夏琳出生于布拉瓦约的天主之母醫院，父親米高是一名銷售经理，而母親琳娜是一名前竞技跳水运动员和游泳教练。
夏琳的家族起源于德国；她的曾曾祖父Martin Gottlieb Wittstock（1840-1915）和他的妻子Johanne Luise Wittstock（娘家姓Schönknecht；1850-1932），于1861年从德国北部的波美拉尼亚村庄Zerrenthin移民到南非以逃離困境。威特斯托克家族在南非的鑽石礦區從事雜工維生，但並未因鑽石致富。
2014年，夏琳获得一份擁有愛爾蘭血統的证明。
夏琳有两个弟弟：Gareth在摩纳哥經營咖啡馆，Sean在南非從事促销和活动。1989年，夏琳12岁时，全家人移居南非。1988年至1991年，她就读于约翰内斯堡附近贝诺尼的汤姆·纽比小学。
夏琳在1999年约翰内斯堡全非运动会上获得了三枚金牌和一枚银牌。她代表南非参加1998年和2002年英联邦运动会，在後者获得4×100米混合泳接力银牌。她还是2000年夏季奥运南非女子4×100米混合泳队的成员，该队获得第五名。夏琳在2002年国际泳联世界短道锦标赛上以200米蛙泳获得第六名。在整个职业生涯中，夏琳为贫困儿童上游泳课。她离开德班的賽隊（海鸥队），並加入比勒陀利亚大学高性能中心的图克斯游泳俱乐部。然而，她从未报名参加过课程。俱乐部赞助她，为她提供免费的游泳池、免费辅导、住宿和体育馆。
夏琳决定于2005年1月离开比勒陀利亚，返回德班；然后前往夸祖鲁-纳塔尔省的北海岸，與前比勒陀利亚大学游泳教练布拉尼斯拉夫·伊夫科维奇共事。2007年4月13日，她以30:16秒的成绩完成了Telkom SA全国游泳锦标赛的50米仰泳决赛，成績仅次于澳大利亚的Sophie Edington和巴西的Fabíola Molina，並藉此重新获得南非50米女子仰泳排名冠軍。她原本计划在参加2008年奥运後退出職業生涯，但没有获得资格。先前她因肩部受伤而退出竞技游泳18个月。

## 婚姻及子女
她在2000年中一個在摩納哥舉辦的游泳比賽中認識了阿尔贝二世。兩人首次被拍攝到在一起是在2006年的冬季奧運會，同年開始同居。2010年6月23日他們正式宣布訂婚並在2011年的7月1日及2日舉行婚禮。2014年5月30日，亲王宮正式公布親王妃懷孕的消息，龙凤胎孩子加布里埃尔郡主及雅克王储于2014年12月10日出生。
- 长女：加布里埃拉·特丽丝·玛丽（Gabriella Thérèse Marie，2014年12月10日－），摩纳哥郡主，卡拉德斯女伯爵，与弟弟是龙凤胎；
- 长子：雅克·奥诺雷·兰尼埃（Jacques Honoré Rainier，2014年12月10日－），摩纳哥王储，鲍克斯侯爵，与姐姐是龙凤胎。

## 親王妃生活
夏琳的顾问是Corinna zu Sayn-Wittgenstein。自2009年以来，她一直是Ladies Lunch Monte-Carlo的名誉总裁。自2010年以来，夏琳公主一直与纳尔逊·曼德拉基金会有联系。
2011年5月，她成为特奥会的全球大使，促进全球智障人士的“尊重和包容”。她表示，作为一名前运动员，该运动与她很贴近，并重视其在“利用体育的力量改变生活”方面的作用。
2011年7月，她成为Giving Organisations Trust的共同赞助人，Giving Organisations Trust是一群致力于艾滋病、贫困儿童和环保主义的南非慈善机构。
夏琳公主是美国格雷斯公主基金会的受托人，并出席他们的年度颁奖典礼。
夏琳會定期参加艾滋病研究基金会amfAR的筹款活动。她目前是摩纳哥反对自闭症的名誉主席。2012年，她成为摩纳哥橄榄球协会的赞助人，也是摩纳哥肝脏疾病和MONAA协会的名誉主席。2012年10月，她陪同王子访问了波兰华沙。
2014年，夏琳王妃因致力于儿童权利而获得“儿童冠军”奖，该奖项由社会服务机构同事颁发。2016年，在南非红十字会成立68周年之际，她成为其赞助人。2016年9月，她作为该活动的大使出席了在日内瓦举行的世界急救日。
她在2012年12月创建了摩纳哥夏琳公主基金会，其使命是利用儿童意识和预防措施来结束溺水。
2014年9月，她曾在纽约市举行的第十届克林顿全球倡议年会上介绍了她的基金会。2015年11月，夏琳与宗座理事会合作，出席了在梵蒂冈举行的第20届医护人员年会，会上她谈到了抗击全球溺水疫情的努力。
2020年6月，该基金会在新冠肺炎大流行期间为摩纳哥居民制作了口罩。
2020年10月，親王妃代表基金会前往佐治亚州第比利斯。她与政府官员一起参观了奥运村和体育设施，后来向第比利斯橄榄球俱乐部队捐赠了一辆旅行巴士。她还与残奥会运动员会面，并参观了Ai la基金会，这是一个听力受损儿童康复中心。她与格鲁吉亚总统Salome Zourabichvili在格鲁吉亚总统府共进午餐，讨论外交和慈善事务。

## 健康
2021年5月，在一次提高世人对於非洲南部犀牛盜獵问题意識的行程中，她的耳朵、鼻子和喉咙遭到感染。她在當年春季曾經進行上顎鼻竇增高和骨骼移植手术；此狀況導致無法順利平衡压力，因此飛行高度不得高於2万英尺。她原本預定出席2021年摩纳哥大奖赛，但因為無法返回摩纳哥而缺席。進行多次手术後，親王妃遵醫囑留在南非，無法回到家人身邊。随后，夏琳又错过了6月份的结婚十周年纪念活动；她表示这“很煎熬”，使她非常傷心。
2021年8月，她接受了耗時四小时且需要全身麻醉的手术。2021年9月，由于与耳鼻喉科并发症有关的“医疗紧急情况”，她再次住院。2021年10月8日，相關單位宣布她已經進行最後一段療程。她于2021年11月8日返回摩纳哥。
2021年11月16日，親王宫宣布夏琳親王妃需要休養；由于健康状况不佳，尤其是“深度疲劳”，因此她取消了包括摩纳哥国庆各項相關活动的所有行程。据报道，她將在摩纳哥以外的地點渡過康復期。親王宫于2022年3月表示，夏琳在一家瑞士诊所休養4个月之後，已經回到摩納哥與家人團聚；且随着健康状况进一步改善，她也将逐步开始履行职责。
2022年6月，夏琳的新冠病毒检测呈阳性，因此依據健康規範自我隔离。

## 榮譽
- 摩納哥 聖查爾斯勳章（英语：Order of Saint-Charles）大十字級 (Knight Grand Cross of the Order of Saint-Charles)

#### 其他榮譽
- 波蘭 波蘭共和國功績勳章大十字級 (Grand Cross of the Order of Merit of the Republic of Poland)